# Dickie Rock
Dickie Rock (eigentlich: Richard Rock, * 10. Oktober 1936 in Dublin; † 6. Dezember 2024) war ein populärer irischer Sänger.

## Leben und Karriere
1962 stieg Dickie Rock bei der schon vorher bekannten The Miami Showband ein. Hier machte er eine große Karriere mit zahlreichen Chartsingles, davon sieben Nummer-1-Hits. Als Sieger der Vorauswahl durfte er beim Grand Prix Eurovision de la Chanson 1966 in Luxemburg für sein Land antreten. Mit der Ballade Come Back to Stay erreichte er den vierten Platz. Ende 1972 trennte sich Rock von der Showband und wurde als Solokünstler tätig. Chartsingles hatte er noch bis in die 1980er Jahre hinein, als Entertainer blieb er weiter aktiv.